# Нейман, Франц Эрнст
Франц Эрнст Нейман (нем. Franz Ernst Neumann; 11 сентября 1798 — 23 мая 1895) — немецкий физик. Отец учёного-медика Эрнста Неймана и математика Карла Неймана.

## Биография
В 1817 году окончил гимназию в Берлине и поступил в Берлинский университет, где сначала (по желанию отца) изучал богословие, но затем стал изучать естественные науки и математику в Йене, вернувшись в Берлин в 1819 году. Его ранние работы были в основном посвящены кристаллографии и в 1826 году он был приглашён приват-доцентом на кафедру физики и минералогии при университете в Кенигсберге, где в 1828 году он стал экстраординарным, а в 1829 году — ординарным профессором минералогии и физики. Его исследование 1831 года удельной теплоёмкости привели к формулировке закона Неймана.
Замечательные работы, преимущественно по теоретической и математической физике, сделали имя Неймана известным, а его выдающийся лекторский талант привлекал в Кенигсберг множество слушателей. Вокруг Неймана сгруппировалась целая школа физико-математиков, из рядов которой вышли многие из знаменитых учёных Германии.
Работы Неймана касались главным образом теории света и электричества. Явления поляризации света и двойного лучепреломления были рассмотрены им в предположении, что колебания эфирных частиц происходят в плоскости поляризации; полученные результаты, совершенно согласные с результатами, полученными Френелем, исходившим из противоположного предположения (плоскость колебания частиц и плоскость поляризации взаимно перпендикулярны), заставили многих учёных склониться на сторону предположения Неймана.
Из работ Неймана по электричеству наиболее замечательна теория индукции и электродинамических действий, изложенная в 1845 году в его статье «Die mathematischen Gesetze der inducirten elektrischen Ströme» («Abhandl. d. Berl. Akad.», 1845; переиздано в 1889 г. Оствальдом). Эта теория долгое время господствовала в науке об электричестве.
Из других его работ выдаются сочинения по теплопроводности, определении теплоемкостей и т. д. Весьма известны его курсы математической физики: «Vorlesungen über die Theorie des Magnetismus» (Лейпциг, 1881), «Theoretische Optik» (Лейпциг, 1885), «Ueber die Theorie d. Elasticität» (Лейпциг, 1885) и «Theorie d. Potentiales» (Л., 1887) и др.
С 1838 года состоял иностранным членом-корреспондентом Санкт-Петербургской академии наук. Иностранный член Лондонского королевского общества (1862), Мюнхенской академии наук (1872).

## Награды
Королевства Пруссия:
- Орден Красного орла 4-го класса (1844)[9]
- Орден Красного орла 3-го класса с бантом (1858)[10]
- Орден «Pour le Mérite» в науке и искусстве (24 января[11]/10 августа[12] 1860)
- Орден Красного орла 2-го класса с дубовыми листьями (18 января 1864); звездой с дубовыми листьями и числом «60» (10 марта 1886)[13]
- Орден Короны 2-го класса (1869); звезда с числом «50» (23 февраля 1876)[14]
- Орден Короны 1-го класса (8 сентября 1888)[15]

Королевства Бавария:
- Орден Максимилиана «За достижения в науке и искусстве»  (1872)[16]

Прочие:
- Медаль Копли (1886, Лондонское королевское общество)